# Chasminodes
Chasminodes is een geslacht van vlinders van de familie Uilen (Noctuidae), uit de onderfamilie Hadeninae.

## Soorten
- C. aino Sugi, 1956
- C. albonitens Bremer, 1861
- C. atrata Butler, 1884
- C. bremeri Sugi & Kononenko, 1981
- C. cilia Staudinger, 1888
- C. japonica Sugi, 1955
- C. nervosa Butler, 1881
- C. nigrilinea Leech, 1889
- C. nigrostigma Yang, 1964
- C. niveus Yang, 1964
- C. pseudalbonitens Sugi, 1955
- C. sugii Kononenko, 1981
- C. unipuncta Sugi, 1955
- C. ussurica Kononenko, 1982